# 376 Geometrija
376 Geometrija (mednarodno ime je 376 Geometria) je asteroid tipa S (po Tholenu) oziroma tipa Sl (po SMASS) v asteroidnem pasu. 

## Odkritje
Asteroid je odkril francoski astronom Auguste Charlois ( 1864 – 1910) 18. septembra 1893 v Nici. Asteroid je poimenovan po znanstveni znanstveni veji matematike geometriji

## Lastnosti
Asteroid Geometrija obkroži Sonce v 3,46 letih. Njegova tirnica ima izsrednost 0,171, nagnjena pa je za 5,431° proti ekliptiki. Njegov premer je 34,91 km .